# Werner Fritze

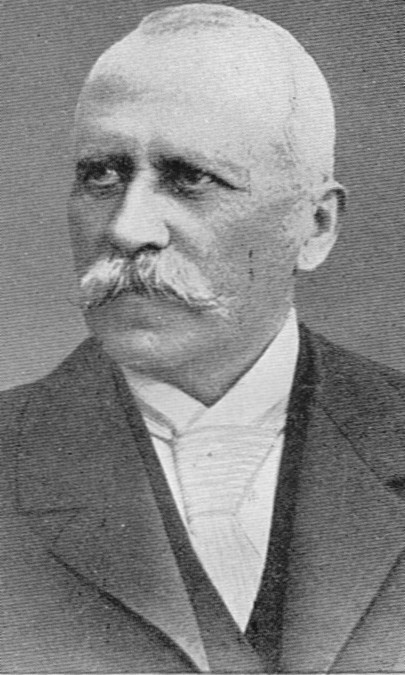
Werner Fritze

Werner Fritze (* 23. Dezember 1836 in Magdeburg; † 10. März 1925 ebenda) war ein deutscher Kaufmann, Königlicher Kommerzienrat und Kommunalpolitiker.

## Leben
Fritze wurde als Sohn des Magdeburger Kaufmanns Friedrich Wilhelm Nicolaus Fritze geboren. Die Familie betrieb seit 1756 in Magdeburg im Breiten Weg 71/72 ein Handelsgeschäft. Nach dem Besuch des Domgymnasiums Magdeburg ging er ab 1853 für vier Jahre bei der Firma Riemann & Bookmann als Kaufmann in die Lehre. Nach Abschluss der Lehre arbeitete er zunächst bei der Firma Francke & Sprung in Harburg/Elbe, später im Kolonialwarengeschäft Friedrich Sternberg. Ab 1859 war er in der Kolonialwarengroßhandlung seines Vaters Friedrich Fritze & Sohn tätig. 1867 übernahm er das Unternehmen und baute es, im Zuge der in Magdeburg stattfindenden Industrialisierung, aus. Er lebte an der Adresse Breiter Weg 71, 72 an der sich auch die Geschäftsräume der Firma Fritze & Sohn befanden. Seit 1879 gehörte er dem Ältestenkollegium der Magdeburger Korporation der Kaufmannschaft bzw. der Handelskammer Magdeburg an. Er war Vorsitzender des Getreideschiedsgerichts und der Kleinhandelskommission. Tätig war er auch als Börsenkommissar. Er engagierte sich für Verbesserungen im Transportwesen.
Fritze war im Vorstand des Hospitals St. Georgii (in der heutigen Hans-Löscher-Straße in Magdeburg). Seit 1871 gehörte er dem Kirchenrat St. Katharinen und seit 1873 der Armendirektion an. Er war Mitglied der Magdeburger Freimaurerloge Ferdinand zur Glückseligkeit.
Von 1881 bis 1906 gehörte er der Magdeburger Stadtverordnetenversammlung an, deren Vorsitzender er von 1893 bis 1906 war. 1899 wurde er zum Königlichen Kommerzienrat ernannt. 1906 wurde Fritze Ehrenbürger der Stadt Magdeburg (siehe auch Liste der Ehrenbürger von Magdeburg).

## Ehrung
In Magdeburg war zeitweise eine Straße (Werner-Fritze-Straße) nach ihm benannt. Die Straße wurde in der Zeit der DDR in Erich-Weinert-Straße umbenannt.